# Sulfolobus-Virus STSV1
„Sulfolobus-Virus STSV1“ (englisch „Sulfolobus virus STSV1“ alias „Sulfolobus tengchongensis spindle-shaped virus 1“, STSV1) ist eine vorgeschlagene Spezies (Art) von dsDNA-Viren aus der (ebenfalls vorgeschlagenen) Gattung „Betabicaudavirus“, in der  Familie Bicaudaviridae. Mit Stand Mitte März 2021 sind Spezies und Gattung noch nicht vom International Committee on Taxonomy of Viruses (ICTV) offiziell bestätigt.
STSV1 infiziert das hyperthermophile Archaeon Sulfolobus tengchongensis (Familie Sulfolobaceae im Phylum Crenarchaeota), das im vulkanischen Gebiet von Tengchong der Stadt Baoshan in der Provinz Yúnnán der Volksrepublik China gefunden wurde.

## Beschreibung
Die Virusteilchen (Virionen) von STSV1 sind umhüllt und von spindelförmiger Gestalt. Sie haben kurze Schwanzfasern, die an einem der beide Pole befestigt sind. Das Virion misst ca. 60 nm im Durchmesser bei einer Längenausdehnung von 100 nm.

## Systematik
Eine weitere vorgeschlagene Spezies für die avisierte Gattung „Betabicaudavirus“ ist „Sulfolobus-Virus STSV2“ (englisch „Sulfolobus virus STSV2“ alias „Sulfolobus tengchongensis spindle-shaped virus 2“, STSV2). Diese beiden Species sind wohl zu unterscheiden von den beiden ICTV-bestätigten Spezies
- Sulfolobus spindle-shaped virus 1 (alias Fusellovirus SSV1, SSV1)[7][8] und
- Sulfolobus spindle-shaped virus 2 (alias Fusellovirus SSV2, SSV2)[9] der Gattung Alphafusellovirus in der Familie Fuselloviridae (Wirt Sulfolobus shibatae, reklassifiziert als Saccharolobus shibatae).[10][11]